# Begonia taligera
Espèce
Begonia taligera est une espèce de plantes de la famille des Begoniaceae.
Elle a été décrite en 2010 par S. Rajbhandary (2010).